# FK Tchita
Maillots
Le Futbolny klub Tchita (russe : Футбольный клуб «Чита»), plus souvent abrégé en FK Tchita, est un club de football russe fondé en 1974 et basé à Tchita.

## Histoire
Le club est formé en 1974 sous le nom Lokomotiv, soit un an après la disparition du SKA Tchita, qui évoluait dans les championnats soviétique depuis 1957. Il intègre la même année la troisième division soviétique où il passe quatre saisons dans le bas de classement des zones 5 et 6 avant de se retirer en raison de ses résultats décevants. Retrouvant la compétition en 1984, il termine notamment deuxième de la zone 4 en 1988 mais est par la suite replacé au quatrième échelon entre 1990 et 1991, remportant notamment la zone 10 lors de cette dernière année.
Après la dissolution de l'Union soviétique, le club est intégré au sein de la nouvelle deuxième division russe en 1992. Occupant lors de ses deux premières saisons le haut de classement de la zone Est, l'unification de la compétition à partir de 1994 le voit tomber dans le milieu de classement, réussissant généralement à se maintenir sans grand souci mais échouant à se placer comme prétendant à la promotion. Le Lokomotiv est finalement exclus de la compétition à l'issue de la saison 2005 en raison d'un contentieux juridique avec la Ligue de football professionnel.
Dans la foulée de cette exclusion, le Lokomotiv est dissout et refondé dans la foulée sous le nom FK Tchita, l'équipe intégrant alors la troisième division pour la saison 2006. Finissant dans un premier temps huitième de la zone Est puis troisième en 2007, le club l'emporte finalement à l'issue de la saison 2008, retrouvant ainsi le deuxième échelon lors de l'exercice 2009. Il en est cependant relégué dès la fin d'année après avoir terminé dix-septième et largement relégable à l'issue de la saison.
Retrouvant par la suite le troisième échelon, il termine vainqueur de la zone Est en 2017 mais refuse d'être promu en deuxième division en raison de problèmes financiers.
Le 6 juillet 2022, le club annonce l'arrêt des activités de son équipe professionnelle pour des raisons financières, choisissant de se concentrer sur la formation.

## Évolution du logo

1984-2005
2006-2016
2016-2018
depuis 2018

## Bilan sportif

### Palmarès
- Championnat de Russie de D3
  - Vainqueur : 2008 et 2017.

- Championnat d'URSS de D3
  - Vainqueur : 1991.

### Classements en championnat
La frise ci-dessous résume les classements successifs du club en championnat.

### Bilan par saison
Légende
- Promotion en division supérieure
- Relégation en division inférieure

| Saison    | Championnat  | Championnat  | Championnat  | Championnat  | Championnat  | Championnat  | Championnat  | Championnat  | Championnat  | Championnat  | Coupe d'URSS        |
| Saison    | Division     | Pos          | Pts          | J            | V            | N            | D            | BP           | BC           | Diff         | Coupe d'URSS        |
| --------- | ------------ | ------------ | ------------ | ------------ | ------------ | ------------ | ------------ | ------------ | ------------ | ------------ | ------------------- |
| 1974      | 3e Zone 5    | 15e          | 25           | 34           | 7            | 11           | 16           | 20           | 39           | -19          | —                   |
| 1975      | 3e Zone 5    | 17e          | 26           | 34           | 9            | 8            | 17           | 21           | 41           | -20          | —                   |
| 1976      | 3e Zone 5    | 16e          | 22           | 34           | 5            | 12           | 17           | 20           | 55           | -35          | —                   |
| 1977      | 3e Zone 6    | 19e          | 26           | 38           | 5            | 16           | 17           | 35           | 70           | -35          | —                   |
| 1978-1983 | Club inactif | Club inactif | Club inactif | Club inactif | Club inactif | Club inactif | Club inactif | Club inactif | Club inactif | Club inactif | —                   |
| 1984      | 3e Zone 4    | 13e          | 8            | 26           | 2            | 4            | 20           | 15           | 75           | -60          | —                   |
| 1985      | 3e Zone 4    | 11e          | 21           | 26           | 7            | 7            | 12           | 19           | 36           | -17          | —                   |
| 1986      | 3e Zone 4    | 9e           | 22           | 26           | 6            | 10           | 10           | 16           | 29           | -13          | —                   |
| 1987      | 3e Zone 4    | 8e           | 27           | 28           | 10           | 7            | 11           | 30           | 36           | -6           | —                   |
| 1988      | 3e Zone 4    | 2e           | 38           | 30           | 17           | 4            | 9            | 46           | 31           | +15          | —                   |
| 1989      | 3e Zone 4    | 7e           | 42           | 36           | 16           | 10           | 10           | 56           | 37           | +19          | —                   |
| 1990      | 4e Zone 10   | 2e           | 40           | 28           | 18           | 4            | 6            | 61           | 27           | +34          | 32es de finale      |
| 1991      | 4e Zone 10   | 1er          | 52           | 34           | 21           | 10           | 3            | 46           | 12           | +34          | —                   |
| Saison    | Championnat  | Championnat  | Championnat  | Championnat  | Championnat  | Championnat  | Championnat  | Championnat  | Championnat  | Championnat  | Coupe de Russie     |
| Saison    | Division     | Pos          | Pts          | J            | V            | N            | D            | BP           | BC           | Diff         | Coupe de Russie     |
| 1992      | 2e Est       | 3e           | 39           | 30           | 17           | 5            | 8            | 46           | 27           | +19          | —                   |
| 1993      | 2e Est       | 4e           | 38           | 30           | 15           | 8            | 7            | 39           | 33           | +6           | 128es de finale     |
| 1994      | 2e           | 9e           | 44           | 42           | 17           | 10           | 15           | 59           | 56           | +3           | —                   |
| 1995      | 2e           | 8e           | 65           | 42           | 20           | 5            | 17           | 66           | 67           | -1           | 128es de finale     |
| 1996      | 2e           | 17e          | 51           | 42           | 13           | 12           | 17           | 50           | 56           | -6           | 32es de finale      |
| 1997      | 2e           | 8e           | 65           | 42           | 21           | 2            | 19           | 62           | 63           | -1           | Huitièmes de finale |
| 1998      | 2e           | 11e          | 59           | 42           | 17           | 8            | 17           | 60           | 50           | +10          | Seizièmes de finale |
| 1999      | 2e           | 10e          | 62           | 42           | 19           | 5            | 18           | 48           | 50           | -2           | 128es de finale     |
| 2000      | 2e           | 8e           | 53           | 38           | 16           | 5            | 17           | 50           | 51           | -1           | Seizièmes de finale |
| 2001      | 2e           | 15e          | 40           | 34           | 12           | 4            | 18           | 38           | 50           | -12          | 32es de finale      |
| 2002      | 2e           | 9e           | 45           | 34           | 12           | 9            | 13           | 38           | 46           | -8           | 32es de finale      |
| 2003      | 2e           | 11e          | 57           | 42           | 19           | 0            | 23           | 55           | 66           | -11          | 32es de finale      |
| 2004      | 2e           | 10e          | 59           | 42           | 17           | 8            | 17           | 47           | 48           | -1           | Seizièmes de finale |
| 2005      | 2e           | 15e          | 50           | 42           | 14           | 8            | 20           | 57           | 67           | -10          | Seizièmes de finale |
| 2006      | 3e Est       | 8e           | 57           | 36           | 16           | 9            | 11           | 66           | 38           | +28          | Huitièmes de finale |
| 2007      | 3e Est       | 3e           | 56           | 30           | 16           | 8            | 6            | 47           | 20           | +27          | Seizièmes de finale |
| 2008      | 3e Est       | 1er          | 60           | 27           | 17           | 9            | 1            | 51           | 20           | +31          | 256es de finale     |
| 2009      | 2e           | 17e          | 35           | 38           | 10           | 5            | 23           | 27           | 65           | -38          | 128es de finale     |
| 2010      | 3e Est       | 3e           | 53           | 30           | 15           | 8            | 7            | 43           | 27           | +16          | 32es de finale      |
| 2011-2012 | 3e Est       | 3e           | 59           | 36           | 17           | 8            | 11           | 49           | 33           | +16          | 256es de finale     |
| 2011-2012 | 3e Est       | 3e           | 59           | 36           | 17           | 8            | 11           | 49           | 33           | +16          | 128es de finale     |
| 2012-2013 | 3e Est       | 2e           | 59           | 30           | 16           | 11           | 3            | 42           | 22           | +20          | 256es de finale     |
| 2013-2014 | 3e Est       | 2e           | 42           | 24           | 12           | 6            | 6            | 31           | 20           | +11          | 64es de finale      |
| 2014-2015 | 3e Est       | 5e           | 36           | 24           | 10           | 6            | 8            | 27           | 30           | -3           | 64es de finale      |
| 2015-2016 | 3e Est       | 3e           | 34           | 24           | 9            | 7            | 8            | 30           | 25           | +5           | 64es de finale      |
| 2016-2017 | 3e Est       | 1er          | 46           | 20           | 15           | 1            | 4            | 36           | 14           | +22          | Seizièmes de finale |
| 2017-2018 | 3e Est       | 4e           | 27           | 20           | 6            | 9            | 5            | 20           | 16           | +4           | 32es de finale      |
| 2018-2019 | 3e Est       | 5e           | 14           | 20           | 3            | 5            | 12           | 19           | 34           | -15          | 64es de finale      |
| 2019-2020 | 3e Est       | 4e           | 15           | 12           | 4            | 3            | 5            | 13           | 12           | +1           | 32es de finale      |
| 2020-2021 | 3e Groupe 2  | 14e          | 25           | 28           | 7            | 4            | 17           | 26           | 60           | -34          | 128es de finale     |
| 2021-2022 | 3e Groupe 2  | 20e          | 18           | 16           | 5            | 3            | 8            | 18           | 23           | -5           | 256es de finale     |

## Entraîneurs
La liste suivante présente les différents entraîneurs du club depuis 1974.
- Iouri Stoudentski (1974-1975)
- Guennadi Nedelkine (1976)
- Guennadi Nedelkine (1985)
- Aleksandr Kovaliov (1986-2004)
- Sergueï Mouratov (2004-2006)
- Naïl Galimov (2006)
- Sergueï Ossipov (2007-2008)
- Oleg Kokarev (2009)
- Andreï Nedorezov (2009-2013)
- Ilia Makienko (2013-2016)
- Konstantion Dzoutsev (2016-2018)
- Ilia Makienko (2018-2019)
- Maksim Chvetsov (2019-2022)
- Ievgueni Galkine (2022)